# Leonardo Bianchi

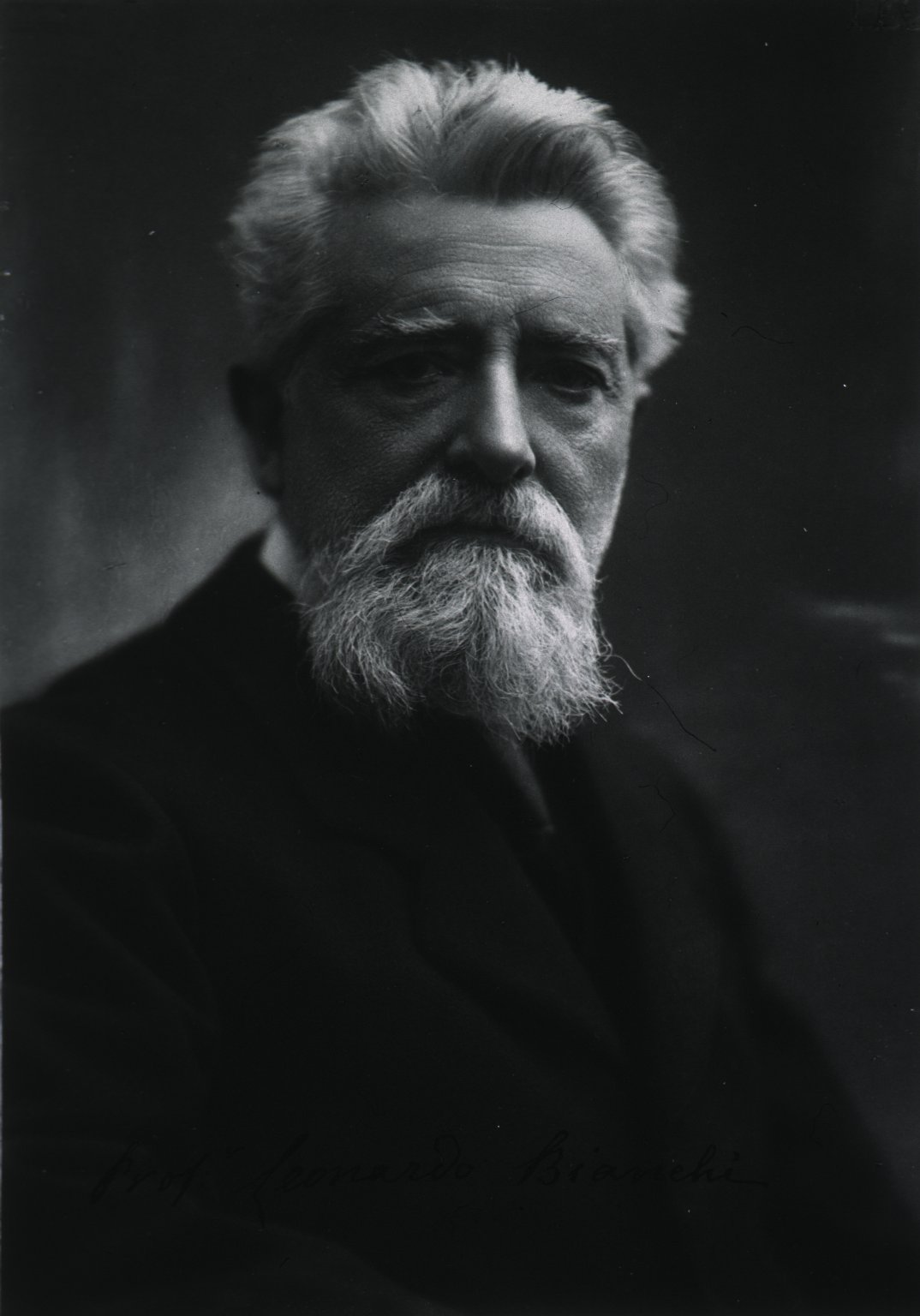
Leonardo Bianchi

Leonardo Bianchi (ur. 5 kwietnia 1848 w San Bartolomeo in Galdo, zm. 14 lutego 1927 w Neapolu) – włoski lekarz, neurolog, psychiatra i neuropatolog, polityk. W 1882 założył Instytut Psychiatryczny w Neapolu. Jako neurolog zajmował się głównie funkcjami płatów czołowych.